# Novi Ciflik, Kiustendil
Novi Ciflik (în bulgară Нови Чифлик) este un sat în comuna Kiustendil, regiunea Kiustendil,  Bulgaria. 

## Demografie
Componența etnică a satului Novi Ciflik
     Bulgari (98,4%)
     Nicio identificare (1,59%)
     Altele (0%)
La recensământul din 2011, populația satului Novi Ciflik era de 188 locuitori. Din punct de vedere etnic, majoritatea locuitorilor (98,4%) erau bulgari. Pentru 1,59% din locuitori nu este cunoscută apartenența etnică.